# Lough Coy SAC
Lough Coy SAC este o arie protejată (sit de importanță comunitară — SCI) din Irlanda întinsă pe o suprafață de 77,4 ha, integral pe uscat.

## Localizare
Centrul sitului Lough Coy SAC este situat la coordonatele 53°06′39″N 8°45′52″W / 53.110756°N 8.764451°V.

## Înființare
Situl Lough Coy SAC a fost declarat sit de importanță comunitară în noiembrie 1997 pentru a proteja 7 specii de animale.

## Biodiversitate
Situată în ecoregiunea atlantică, aria protejată conține 1 habitat natural: Turlough.
La baza desemnării sitului se află mai multe specii protejate de  păsări (7): rață pitică (Anas crecca), rață fluierătoare (Anas penelope), rață-cu-cap-castaniu (Aythya ferina), fugaci de țărm (Calidris alpina), lebădă de iarnă (Cygnus cygnus), culic mare (Numenius arquata), nagâț (Vanellus vanellus).
Pe lângă speciile protejate, pe teritoriul sitului au mai fost identificate 4 specii de plante.